# Teatre amateur

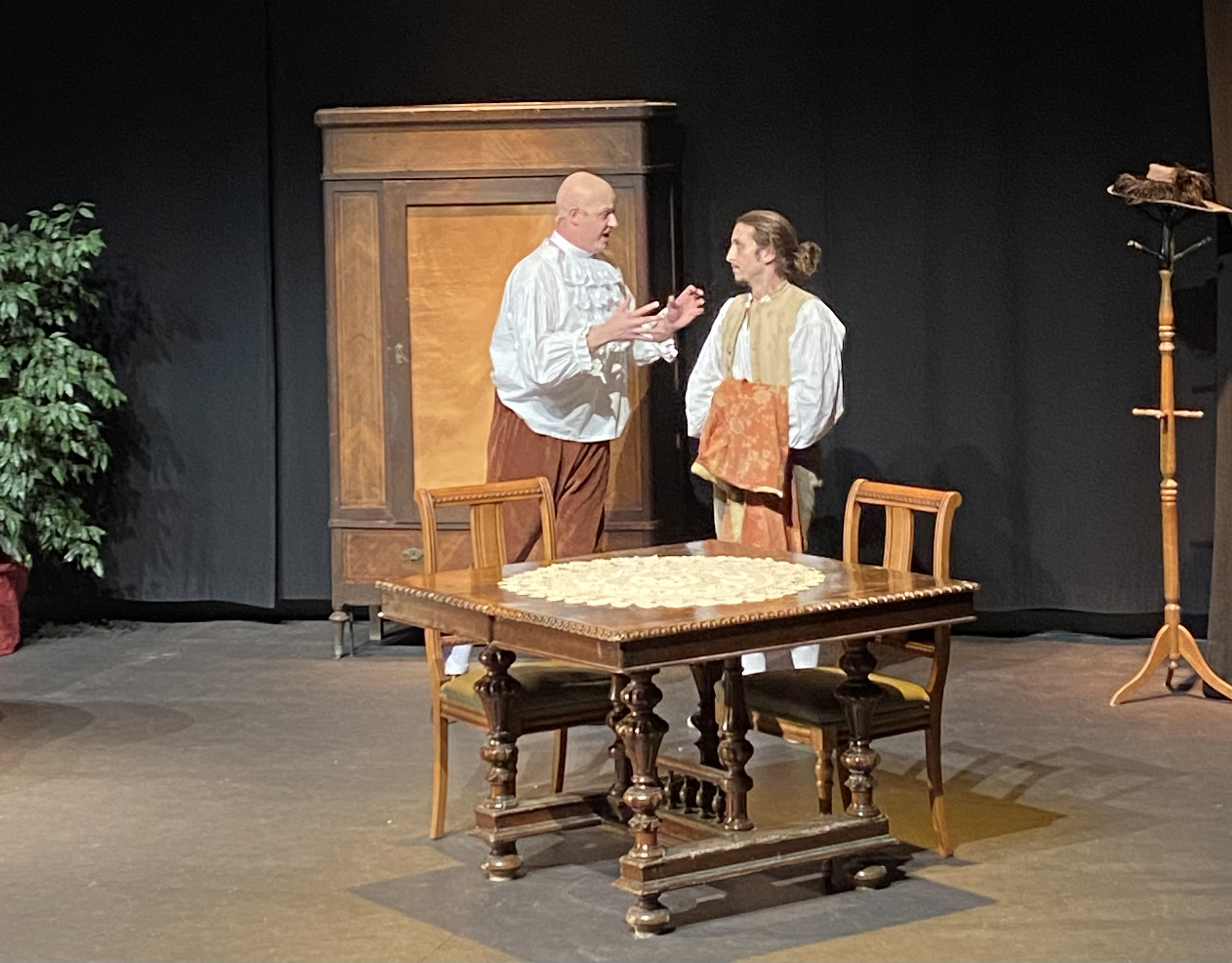
La Serva Padrona (2021) en versió amateur pel Grup de Música i Teatre El Gínjol

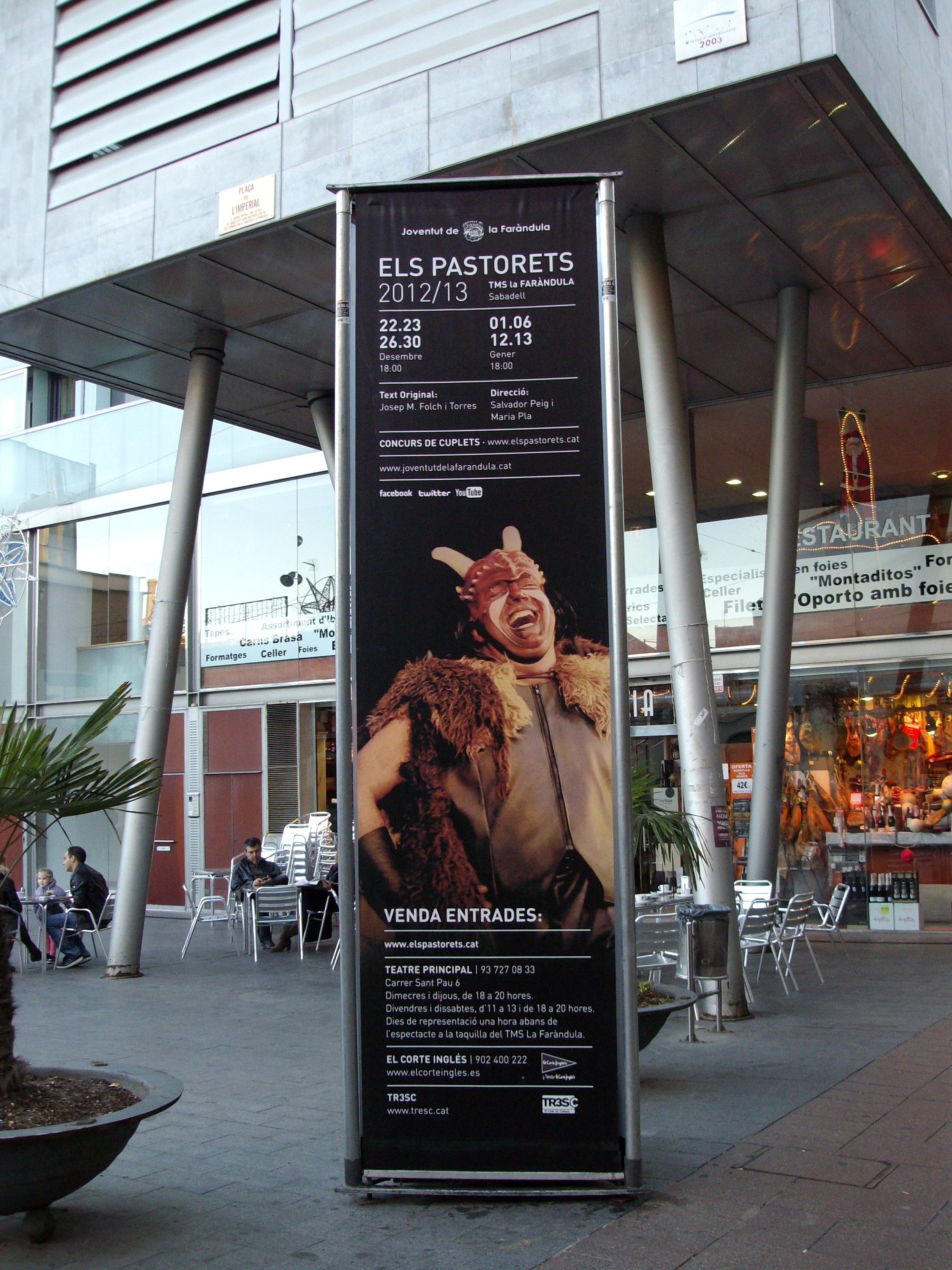
Cartell dels Pastorets del grup de teatre aficionat Joventut de la Faràndula de Sabadell.

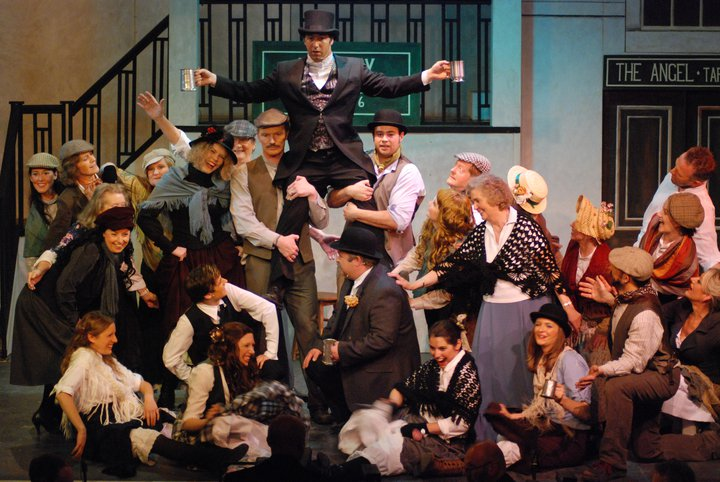
Beeston Musical Theatre Group escenificant My Fair Lady a Nottingham, el 2011.

El teatre amateur és el teatre fet amb actors no professionals. És una disciplina que ha trobat terreny fèrtil en el teixit associatiu català. Moltes companyies de teatre d'afeccionats o amateurs dediquen hores i hores a preparar produccions i muntatges. De grups i companyies, n'hi ha una gran diversitat i conreen tota mena d'estils. Musicals, comèdia, drama, monòlegs, varietats, sarsuela, òpera, etc.: res no s'escapa del treball d'aquests col·lectius, que s'esforcen dia a dia, disciplinadament, a alçar el teló i oferir al públic el fruit de la seva dedicació, molt sovint per fer tan sols una representació.
Cada vegada més, el teatre amateur ofereix propostes arriscades i de qualitat, tant clàssiques com contemporànies. És innegable el mèrit d'aquests grups, que fan el paper d'autèntiques escoles d'art dramàtic i que han acabat nodrint el teatre català de bons professionals quan l'accés a les formacions en aquest camp eren més complexes. A part les representacions en els entorns propis, els grups participen i organitzen mostres i concursos, alguns de molta anomenada i tradició. L'organització d'aquests col·lectius se sol encabir en entitats sense ànim de lucre. Pot ser el mateix grup o una secció d'una entitat més àmplia, com ara ateneus, casals, centres cívics, etc. També, des de l'any 1985, disposen de la Federació de Grups de Teatre Amateurs de Catalunya.

## Definició
Les opinions varien sobre com definir "amateur" en relació amb el teatre. Tècnicament parlant, un "amateur" és qualsevol persona que no accepta, o no se li ofereix, diners pels seus serveis. Una interpretació d'això és: "Un que no té l'habilitat d'un professional, com en un art". Un altre és: "Una persona que es dedica a un art, ciència, estudi o activitat esportiva com un passatemps més que com una professió".
És poc probable que un actor aficionat sigui membre d'un sindicat d'actors, ja que els sindicats de la majoria dels països tenen polítiques estrictes. Als Estats Units, l'⁣Actors' Equity Association té un propòsit similar: protegir la indústria professional i els seus artistes.
Tot i que la majoria dels intèrprets escènics professionals han desenvolupat les seves habilitats i han estudiat el seu ofici a institucions de formació reconegudes com la Royal Academy of Dramatic Art (Londres), la Juilliard School (Nova York) o l'Institut Nacional d'Art Dramàtic (Sydney), els aficionats generalment no tenen formació professional.
El teatre amateur es pot definir com "les representacions teatrals en les quals les persones que hi participen no són remunerades sinó que hi participen per al seu propi gaudi". Els esdeveniments teatrals organitzats localment proporcionen una font d'entreteniment per a la comunitat i poden ser un hobby divertit i emocionant, amb forts vincles d'amistat formats a través de la participació. Molts grups de teatre aficionat rebutgen l'etiqueta "amateur" o "aficionat" i prefereixen anomenar-se "societats dramàtiques", "grups de teatre" o simplement "actors".
El creador i escriptor de teatre escocès Andrew Mckinnon va observar el 2006 que la paraula "amateur" té una connotació negativa. Per tant, molts grups d'aficionats s'estan convertint en grups de teatre comunitaris.

## Relació amb el teatre professional
François Cellier i Cunningham Bridgeman van escriure, el 1914, que abans de finals del segle XIX, els actors aficionats eren tractats amb menyspreu pels professionals. Després de la formació de les companyies d'aficionats Gilbert i Sullivan amb llicència per interpretar les òperes de Savoia, els professionals van reconèixer que les societats d'aficionats "donen suport a la cultura de la música i el drama. Ara s'accepten com a escoles de formació útils, i de les files de voluntaris han sorgit molts dels grans actors actuals." Els aficionats continuen argumentant que fan un servei comunitari, mentre que fins i tot als anys seixanta, encara hi havia, "sobretot en els àmbits professionals, una sospita molt arrelada que el teatre amateur és realment una institució que existeix per donar significat a una mena de diversió frívola sense pretensió d'art". No obstant això, molts actors professionals van establir el seu ofici en l'escenari amateur.
A partir de 1988, al Regne Unit, la pertinença al sindicat d'actors Equity ja no és obligatòria i els intèrprets professionals poden actuar amb qualsevol companyia amateur. Algunes empreses amateurs contracten directors professionals. Aquests canvis estan difuminant la distinció entre teatre amateur i professional. El teatre amateur o d'aficionats de vegades es coneix al Regne Unit com "teatre no comercial". En els últims temps, la distinció entre "aficionat" i "professional" s'ha difuminat encara més, amb companyies professionals que fomenten la participació de la comunitat en les seves produccions. Un exemple d'això és la gira de 2016 de la Royal Shakespeare Company d'A Midsummer Night's Dream: A Play for the Nation : a cadascuna de les 14 ciutats visitades per l'espectacle itinerant, la companyia va reclutar membres locals de companyies amateurs per tocar el parts de Nick Bottom i els altres mecànics.

## Àmbit catalanoparlant

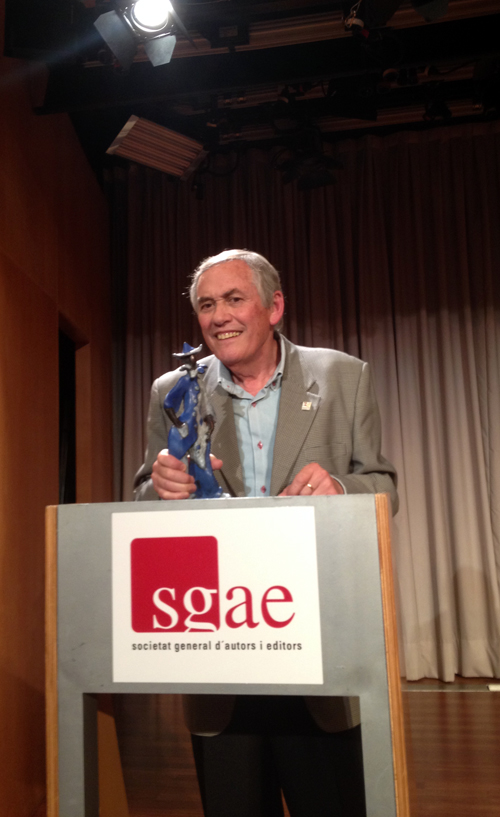
Lliurament dels premis Arlequí de la Federació Catalana de Teatre Amateur a Eduardo Araujo, el 9 de novembre de 2015 a la seu de la SGAE a Barcelona.

A Catalunya la vitalitat dels nombrosos grups actius de teatre amateur es va concretar el 17 d'abril de 1932 en la creació de la Federació Catalana de Societats de Teatre Amateur (FCSTA). Aquesta entitat, que va ser un punt de trobada per bona part dels grups de teatre amateur de Catalunya, estava presidida per Apel·les Mestres i dirigida per Lluís Masriera, que a més cedia el seu Teatre Studium per la seva pràctica. Més endavant l'entitat fou substituïda pel Foment de l'Espectacle Selecte i Teatre Associació, fundat el 1948 a l'establiment de Josep Quera i Còrdoba del carrer Petritxol. El 1985 es va crear la Federació de Grups Amateurs de Teatre de Catalunya que concedeix els premis Arlequí i coorganitza la Mostra Nacional de Teatre Amateur de Pineda de Mar.
Al País Valencià el 1988 es va fundar la Federació de Teatre Amateur de la Comunitat Valenciana.
A les Illes Balears el 1996 es va celebrar una Mostra de Teatre Amateur de Consell i del Teatre Principal, que va ser una evolució del Certamen de Teatre Costumista de Consell que s'havia celebrat per primera vegada el 1988. El 1998 es va fundar i va fer el primer congrés la Federació Balear Teatre Amateur. Hi ha tradició de mostres de teatre amateur, com la de Campos (1999-2000), del Teatre Municipal de Palma (1995-1999), la de Teatre Ciutat a Llucmajor creada el 1990, la Mostra de Teatre Obert impulsada des del 1985 al Teatre del Patronat o la Mostra Internacional de Teatre Amateur d'Eivissa i Formentera actiu des del 2000.

## Federacions
Una gran part del teatre amateur, especialment aquell que depèn d'ajuts o espais d'organismes públics o privats per a la seva activitat regular acaba per constituir-se legalment en una associació i, al seu torn, territorialment es federen en una estructura més gran per aconseguir més suport institucional i mediàtic, així com per coordinar-se i realitzar activitats conjuntament com a festivals i premis. A molts països hi ha una sola federació territorial o diverses federacions temàtiques, en altres hi ha una federació en l'àmbit regional o estatal que poden estar reunides o no en una confederació nacional. A escala internacional hi ha l'Associació Internacional de Teatre Amateur (AITA).
- A Alemanya hi ha el Bund Deutscher Amateurtheater.
- A Bèlgica hi ha l'Opendoek vzw Amateurtheater Vlaanderen i la Interféderale du Théâtre Amateur.
- Al Canadà hi ha la Theatre Canada.
- A Costa d'Ivori hi ha la Union Nationale de Théâtre Amateur.
- Al Congo hi ha el Centre du Théãtre Amateur du Congo-Brazzaville.
- A Cuba hi ha el Centre Nacional Cubà.
- A Dinamarca, el Dansk Amateur Teater Samvirke.
- A República Dominicana, el Centre Dominicà De Teatre Amateur.
- A El Salvador hi ha el Centre de Teatre Amateur d'El Salvador.
- A Estònia, l'Eesti Harrastusteatrite Liit.
- A França, la Fédération Nationale des Compagnies de Théâtre et d'Animation.
- A Espanya hi ha la Confederació Escenamateur.
- Al Gabon, la Fédération gabonaise du théâtre amateur et professionnel.
- A Islàndia es troba el Bandalag Íslenskra Leikfélaga.
- A Jamaica, la Jamaican Amateur Theatre Centre.
- A Letònia, la Latvijas Amatieru Teatru Associacija.
- A Macedònia del Nord, el Teatarska Mladina na  Makeddonija.
- Al Marroc es troba la Fédération Nationale du Theâtre Amateur Au Maroc.
- A Portugal, la Federaçao Portuguesa de Teatre Amador.
- A Suècia, el Svenskt Amatörteaterråd.
- A Sud-àfrica, The South African National Community Theatre Association SANCTA.
- A Tunis, Fédération Tunisienne de Théâtre Amateur
- A Turquia, la TOBAV.
- A Uganda, el Tender Talents Theatre